# 大伴永主
大伴 永主（おおとも の ながぬし）は、奈良時代後期の貴族。中納言・大伴家持の子。官位は従五位下・右京亮。

## 経歴
延暦3年（784年）従五位下に叙爵し、右京亮に任ぜられる。翌延暦4年（785年）9月に発生した藤原種継暗殺事件では、前月に没していた父・家持が首謀者とされたことから、永主も連座して隠岐国への流罪となった。
延暦25年（806年）桓武天皇によって、藤原種継暗殺事件で罰せられた人々が生死に関わらず本位に復され、永主も従五位下に叙せられた。ただし、この時点における永主の生死は明らかでない。

## 官歴
『六国史』による。
- 延暦3年（784年） 正月7日：従五位下。10月26日：右京亮
- 延暦4年（785年） 9月24日：官位剥奪（藤原種継暗殺事件に連座）[1]
- 延暦25年（806年） 3月17日：本位（従五位下）に復す

## 系譜
- 父：大伴家持
- 母：不詳
- 妻：不詳
  - 女子：藤原豊彦室[2]